# Кривенька
Кривенька — річка в Україні, у Андрушівському й Попільнянському районах Житомирської області. Ліва притока Унави (басейн Дніпра).

## Опис
Довжина 11 км, похил річки — 2,9 м/км. По всій довжині має три водойми. Площа басейну 28,6 км².

## Розташування
Бере початок на північному сході від села Любимівка. Тече на південний схід у межах села Котлярка й на околиці Миролюбівки впадає в річку Унаву, праву притоку річки Ірпінь.

## Риби Кривенької
У річці водяться щука звичайна, карась звичайний, окунь, пічкур та плітка звичайна.